# Sân bay Sokol

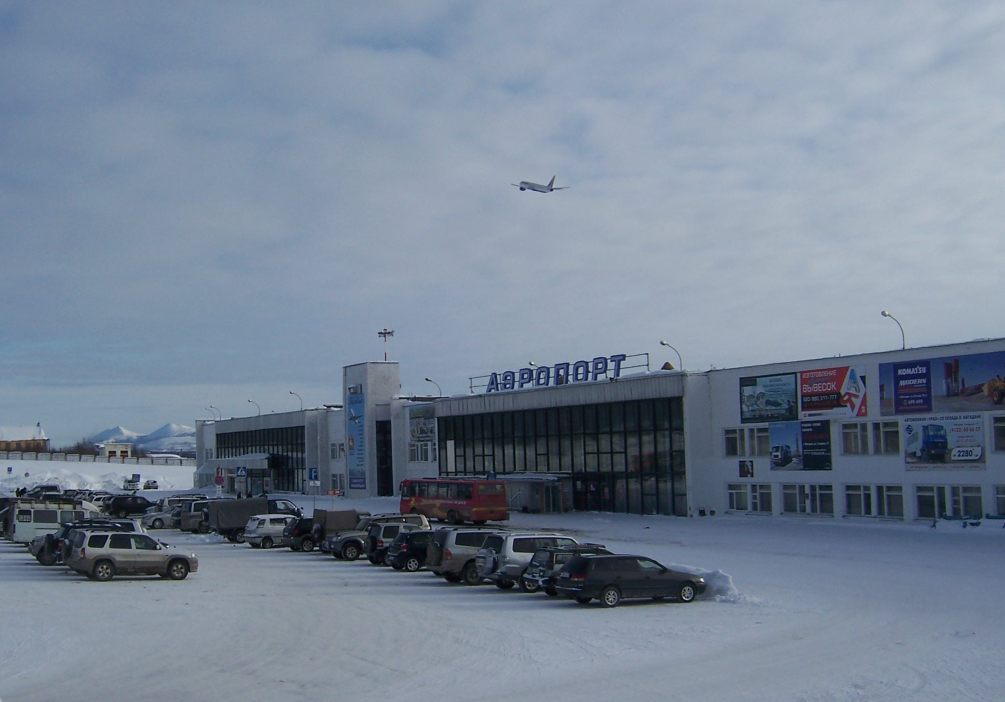
Sân bay Sokol

Sân bay Sokol (tiếng Nga: Аэропорт Сокол) (IATA: GDX, ICAO: UHMM) là một sân bay ở Sokol tại tỉnh Magadan, Liên bang Nga. Sân bay này nằm cách thành phố Magadan 70 km về phía bắc. Sân bay này đôi khi bị nhầm lẫn với căn cứ không quân Dolinsk-Sokol, là nơi chứa các chiến đấu cơ đã bắn rơi máy bay chuyến bay 007 của Korean Airlines.
Năm 1991, hãng Alaska Airlines mở chuyến bay nối sân bay này bằng máy bay McDonnell Douglas MD-80. Tuy nhiên, tuyến này và các tuyến khác tại Nga của hãng này đã bị ngưng tháng 10 năm 1998 ngay sau cuộc khủng hoảng tài chính Nga khiến cho tuyến này không có lợi nhuận.

## Các hãng hàng không và các tuyến điểm
- Aeroflot (Irkutsk, Moskva-Sheremetyevo, Novosibirsk, Vladivostok)
- S7 Airlines (Irkutsk, Moskva-Domodedovo, Novosibirsk)